# Дегтярёвка (Брянская область)
Дегтярёвка — село в Суражском районе Брянской области России. Административный центр Дегтярёвского сельского поселения.

## География
Село находится в северо-западной части Брянской области, в зоне хвойно-широколиственных лесов, в пределах части Приднепровской низменности, на правом берегу реки Ипуть, при автодороге 15К-2503, на расстоянии примерно 30 км (по прямой) к северо-востоку от города Сураж, административного центра района. Абсолютная высота — 162 м над уровнем моря.

### Климат
Климат характеризуется как умеренно континентальный с достаточным увлажнением, тёплым летом и умеренно холодной зимой. Среднегодовая многолетняя температура воздуха составляет 5,4 °С. Средняя температура воздуха самого тёплого месяца (июля) — 18,1 °C (абсолютный максимум — 37 °C); самого холодного (января) — −8 — −7,5 °C (абсолютный минимум — −37 °C). Период активной вегетации растений (с температурой выше 10°С) составляет 144 дня. Среднегодовое количество атмосферных осадков составляет 554 мм, из которых большая часть (285 мм) выпадает в тёплый период. Снежный покров держится в течение 120—130 дней.

### Часовой пояс
Село Дегтяревка, как и вся Брянская область, находится в часовой зоне МСК (московское время). Смещение применяемого времени относительно UTC составляет +3:00.

## История
В 1703 году братья Афанасий и Алексей Есимонтовские при Ипути поселили село Дегтярёвку. Об этом свидетельствует запись рассказа шуморовских старожилов, сделанная в 1743 году:
  "Умершие Афанасий и Алексей Есимонтовские в некоторых шуморовских жителей покупившие бортние дерева и часть неякую земле, завладели и других жителей землёю и поселили людей слободою, которую назвали Дегтярёвкою, какая перед шведскою войною за пять лет поселилась".
  Этот рассказ подтверждается в универсале гетмана Мазепы от 1706 года:
  "Афанасий Есимонтовский... Имеючи в грунтах мглинских, прозываемых дегтярёвских, при ричцы Осинцы, исполнения свои з братом его Алексеем. Её - им грунта... просил нас, абысь им обоим позволили на тех грунтах... осадити слободку, хутор поселити и на ричцы оной Осинцы греблю высыпати".
  Гетман Мазепа дал на это разрешение.
Дегтяревка была поселена в 1703 году братьями Афанасием и Алексеем Есимонтовскими на землях, купленных у шумаровских жителей. На р.Осинке братья поставили мельницу и плотину, а в 1706 году гетман И.Мазепа закрепил за ними права на дегтяревские владения. Афанасий Иванович Есимонтовский умер в 1736 году, а его долю в селе унаследовала вдова Марфа Федоровна. Вскоре после смерти мужа, вместе с деверем Алексеем Есимонтовским, она построила в селе Петропавловскую церковь.  В дальнейшем, владельцами Дегтяревки стали наследники Алексея Ивановича  по линии его сына Степана - Иван, Степан и Алексей. Один из братьев, Степан Степанович, отдал часть своих крестьян зятю Семену Карповичу Ноздре, в приданое за дочерью Еленой.  В начале 19 века сын Алексея Степановича Есимонтовского – Николай, выкупил у своей сестры Анастасии Ольшанской 17 дегтяревских дворов и владел ими около 20 лет. Впоследствии собственность Николая Алексеевича унаследовал его сын Григорий Николаевич Есимонтовский.  За время своего существования, деревянный храм не раз перестраивался, в том числе, и в 1867 году. Во второй половине 19 века здесь служили священники: Александр Крупицкий, Михаил Булгаков, Михаил Затворницкий, Федор Феодосьев и Семен Семеновский.  В 1904 году действительный статский советник Иван Григорьевич Есимонтовский с дворянином Николаем Соханским и наиболее активными прихожанами Петропавловской церкви, получили архипастырскую благодарность за труды и пожертвования по украшению приходского храма и устройству церковной школы грамоты в д.Жастково.  В начале 20 века в Дегтяревке действовало народное училище, в котором Закон Божий преподавал священник Семен Семеновский.

## Население
| 2010 | 2013 |
| ---- | ---- |
| 267  | ↗276 |

317 человек (2002), 272 человека (2018).

## Известные уроженцы и жители
Погарцев Александр Иванович (20 декабря 1922 года село Дегтяревка, Суражская волость, Клинцовский уезд, Гомельской губернии, РСФСР — 2016 город Сураж, Брянская область, Российская Федерация) — краевед, писатель. Почётный гражданин Суражского района.